# Begonia compacticaulis
Begonia compacticaulis é uma espécie de Begonia, nativa do Equador.